# جي. إي. ستانلي لويس
جي. إي. ستانلي لويس هو سياسي كندي، ولد في 29 فبراير 1888، وتوفي في 18 أغسطس 1970 في أوتاوا في كندا. انتخب عمدة أوتاوا ‏ (1936 – 1948).